# Klińce

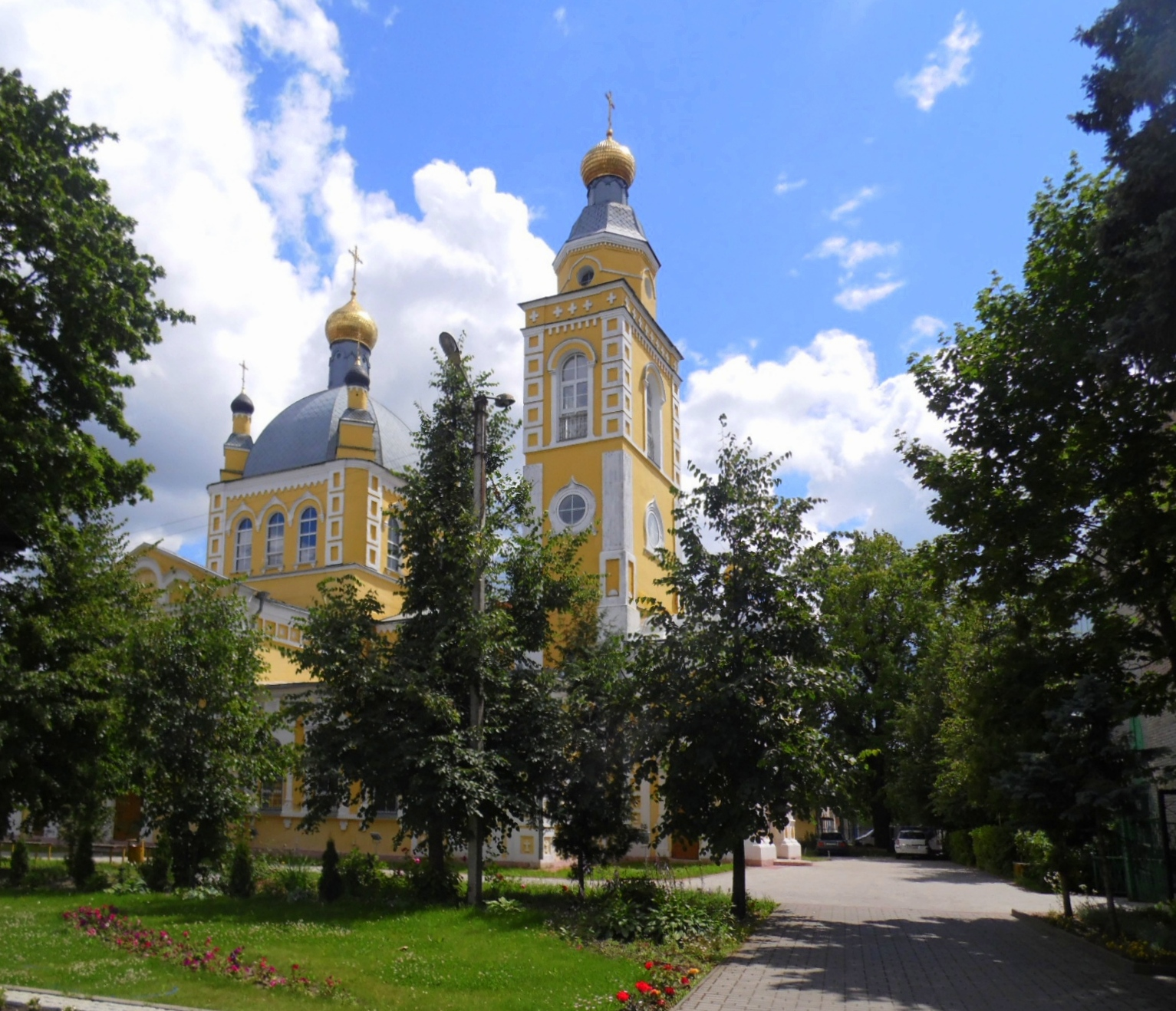
Sobór św. Piotra i św. Pawła

Klińce (ros. Клинцы́, ukr. Клинці) – miasto w Rosji, w obwodzie briańskim, nad Turosną (dopływ Desny). Miasto w 2021 roku zamieszkiwało 62 704 mieszkańców. Jest siedzibą rejonu klinieckiego.
Miejscowość została założona w 1707 roku na obszarze, który Carstwo Rosyjskie uzyskało kosztem Polski na mocy rozejmu andruszowskiego 40 lat wcześniej. Prawa miejskie od 1925 roku.
W mieście rozwinął się przemysł wełniarski, skórzany, maszynowy oraz materiałów budowlanych.

## Demografia
- 2010 – 62 510[4]
- 2015 – 61 517
- 2021 – 62 704[2]

## Urodzeni w Klińcach
- Jewgienij Bielajew – rosyjski tenor
- Wanda Polkowska-Markowska – polska nauczycielka